# Kiskőrösi kistérség
A Kiskőrösi kistérség kistérség Bács-Kiskun megyében, központja: Kiskőrös.

## Települései
| Akasztó  | Bócsa         | Császártöltés | Csengőd | Fülöpszállás |
| Imrehegy | Izsák         | Kaskantyú     | Kecel   | Kiskőrös     |
| Páhi     | Soltszentimre | Soltvadkert   | Tabdi   | Tázlár       |